# Holiday (Madonna)
Holiday is de debuutsingle in Nederland en Vlaanderen van de Amerikaanse zangeres Madonna.

## Madonna
Holiday is afkomstig van haar debuutalbum Madonna, later ook uitgebracht als The first album (met nieuwe hoes). Het was in Nederland en Vlaanderen de eerste single die de hitparade haalde. De eerdere singles Everybody en Burning up deden dit niet.

### Geschiedenis
Het nummer is geschreven door Curtis Hudson en Lisa Stevens en geproduceerd door John Benitez. Oorspronkelijk zou het nummer gezongen worden door Mary Wilson van The Supremes, zij keurde het echter af. Oorspronkelijk zou Holiday helemaal niet uitgebracht worden als single, maar in de zomer van 1983 werd de albumversie als promotiemateriaal naar dj’s in de Verenigde Staten gestuurd. Door het succes in disco’s besloten de makers het toch uit te brengen als de eerste single van Madonna’s eerste album. Het nummer stond 9 weken in de Nederlandse Top 40, met als hoogste notering de elfde positie. In de Vlaamse Radio 2 Top 30 stond het nummer 9 weken genoteerd met als hoogste notering een achtste plaats. In andere landen deed het nummer het beter: in de Amerikaanse Club Play Singles lijst kwam het nummer (net als veel van de hierna komende nummers van Madonna) op nummer 1. Ook in Australië was Holiday een grote hit, hier kwam het tot nummer 4.
Op de Confessions Tour en MDNA Tour na heeft Madonna Holiday tijdens elk concert gezongen. Tijdens de Sticky & Sweet Tour round 2 van 2009 kwam het nummer weer wel op de setlist voor.

### Heruitgaves
In 1985, na het succes van Madonna’s tweede album Like a virgin, werd Holiday opnieuw uitgebracht. Dit keer haalde het de twaalfde positie in de Nederlandse Top 40. Ook na haar verzamelalbum The immaculate collection uit 1990 werd het nummer uitgebracht, met een 24e positie als beste resultaat in de Nederlandse Top 40 en nummer 23 in de Vlaamse Radio 2 Top 30. In het Verenigd Koninkrijk behaalden alle drie de uitgaven de top 10 van de hitlijsten: de versie uit 1983 haalde  nummer 6, de heruitgave van 1985 kwam op twee, de versie van 1991 behaalde de vijfde positie.
In 1986 nam het Nederlandse rap-duo MC Miker G & DJ Sven de Holiday rap op, een rap op de muziek van Holiday. Het nummer werd in 34 landen, waaronder Nederland en Vlaanderen, een nummer 1-hit.

### Videoclip
Doordat de originele videoclip van Holiday te slecht werd bevonden, is die nooit uitgebracht. In plaats daarvan werden opnames van televisieoptredens gebruikt. Slechts een paar mensen hebben de originele video mogen zien.
Voor de promotie van de film In Bed With Madonna (1991), werd een opname gebruikt van Holiday, gemaakt tijdens de Blond Ambition Tour in Frankrijk. Vreemd genoeg is deze opname niet gebruikt voor de heruitgave van Holiday in 1991. In plaats daarvan werden weer dezelfde televisieoptredens bij onder andere Top of the Pops gebruikt.

### Hitnoteringen

#### Nederlandse Top 40
| Hitnotering: (Week 1 t/m 9) 17-03-1984 t/m 12-05-1984 Hitnotering: (Week 10 t/m 17) 12-10-1985 t/m 30-11-1985 Hitnotering: (Week 18 t/m 21) 13-07-1991 t/m 03-08-1991 | Hitnotering: (Week 1 t/m 9) 17-03-1984 t/m 12-05-1984 Hitnotering: (Week 10 t/m 17) 12-10-1985 t/m 30-11-1985 Hitnotering: (Week 18 t/m 21) 13-07-1991 t/m 03-08-1991 | Hitnotering: (Week 1 t/m 9) 17-03-1984 t/m 12-05-1984 Hitnotering: (Week 10 t/m 17) 12-10-1985 t/m 30-11-1985 Hitnotering: (Week 18 t/m 21) 13-07-1991 t/m 03-08-1991 | Hitnotering: (Week 1 t/m 9) 17-03-1984 t/m 12-05-1984 Hitnotering: (Week 10 t/m 17) 12-10-1985 t/m 30-11-1985 Hitnotering: (Week 18 t/m 21) 13-07-1991 t/m 03-08-1991 | Hitnotering: (Week 1 t/m 9) 17-03-1984 t/m 12-05-1984 Hitnotering: (Week 10 t/m 17) 12-10-1985 t/m 30-11-1985 Hitnotering: (Week 18 t/m 21) 13-07-1991 t/m 03-08-1991 | Hitnotering: (Week 1 t/m 9) 17-03-1984 t/m 12-05-1984 Hitnotering: (Week 10 t/m 17) 12-10-1985 t/m 30-11-1985 Hitnotering: (Week 18 t/m 21) 13-07-1991 t/m 03-08-1991 | Hitnotering: (Week 1 t/m 9) 17-03-1984 t/m 12-05-1984 Hitnotering: (Week 10 t/m 17) 12-10-1985 t/m 30-11-1985 Hitnotering: (Week 18 t/m 21) 13-07-1991 t/m 03-08-1991 | Hitnotering: (Week 1 t/m 9) 17-03-1984 t/m 12-05-1984 Hitnotering: (Week 10 t/m 17) 12-10-1985 t/m 30-11-1985 Hitnotering: (Week 18 t/m 21) 13-07-1991 t/m 03-08-1991 | Hitnotering: (Week 1 t/m 9) 17-03-1984 t/m 12-05-1984 Hitnotering: (Week 10 t/m 17) 12-10-1985 t/m 30-11-1985 Hitnotering: (Week 18 t/m 21) 13-07-1991 t/m 03-08-1991 | Hitnotering: (Week 1 t/m 9) 17-03-1984 t/m 12-05-1984 Hitnotering: (Week 10 t/m 17) 12-10-1985 t/m 30-11-1985 Hitnotering: (Week 18 t/m 21) 13-07-1991 t/m 03-08-1991 | Hitnotering: (Week 1 t/m 9) 17-03-1984 t/m 12-05-1984 Hitnotering: (Week 10 t/m 17) 12-10-1985 t/m 30-11-1985 Hitnotering: (Week 18 t/m 21) 13-07-1991 t/m 03-08-1991 | Hitnotering: (Week 1 t/m 9) 17-03-1984 t/m 12-05-1984 Hitnotering: (Week 10 t/m 17) 12-10-1985 t/m 30-11-1985 Hitnotering: (Week 18 t/m 21) 13-07-1991 t/m 03-08-1991 | Hitnotering: (Week 1 t/m 9) 17-03-1984 t/m 12-05-1984 Hitnotering: (Week 10 t/m 17) 12-10-1985 t/m 30-11-1985 Hitnotering: (Week 18 t/m 21) 13-07-1991 t/m 03-08-1991 |
| Week: | 1 | 2 | 3 | 4 | 5 | 6 | 7 | 8 | 9 | | 10 | 11 |
| --- | --- | --- | --- | --- | --- | --- | --- | --- | --- | --- | --- | --- |
| Positie: | 33 | 23 | 17 | 12 | 11 | 11 | 13 | 20 | 26 | uit | 34 | 23 |
| Week: | 12 | 13 | 14 | 15 | 16 | 17 | | 18 | 19 | 20 | 21 | |
| Positie: | 20 | 16 | 12 | 12 | 26 | 40 | uit | 33 | 25 | 24 | 35 | uit |

#### NederlandseSingle Top 100
| Hitnotering: (Week 1 t/m 9) 24-03-1984 t/m 19-05-1984 Hitnotering: (Week 10 t/m 22) 07-09-1985 t/m 30-11-1985 Hitnotering: (Week 23 t/m 30) 29-06-1991 t/m 17-08-1991 | Hitnotering: (Week 1 t/m 9) 24-03-1984 t/m 19-05-1984 Hitnotering: (Week 10 t/m 22) 07-09-1985 t/m 30-11-1985 Hitnotering: (Week 23 t/m 30) 29-06-1991 t/m 17-08-1991 | Hitnotering: (Week 1 t/m 9) 24-03-1984 t/m 19-05-1984 Hitnotering: (Week 10 t/m 22) 07-09-1985 t/m 30-11-1985 Hitnotering: (Week 23 t/m 30) 29-06-1991 t/m 17-08-1991 | Hitnotering: (Week 1 t/m 9) 24-03-1984 t/m 19-05-1984 Hitnotering: (Week 10 t/m 22) 07-09-1985 t/m 30-11-1985 Hitnotering: (Week 23 t/m 30) 29-06-1991 t/m 17-08-1991 | Hitnotering: (Week 1 t/m 9) 24-03-1984 t/m 19-05-1984 Hitnotering: (Week 10 t/m 22) 07-09-1985 t/m 30-11-1985 Hitnotering: (Week 23 t/m 30) 29-06-1991 t/m 17-08-1991 | Hitnotering: (Week 1 t/m 9) 24-03-1984 t/m 19-05-1984 Hitnotering: (Week 10 t/m 22) 07-09-1985 t/m 30-11-1985 Hitnotering: (Week 23 t/m 30) 29-06-1991 t/m 17-08-1991 | Hitnotering: (Week 1 t/m 9) 24-03-1984 t/m 19-05-1984 Hitnotering: (Week 10 t/m 22) 07-09-1985 t/m 30-11-1985 Hitnotering: (Week 23 t/m 30) 29-06-1991 t/m 17-08-1991 | Hitnotering: (Week 1 t/m 9) 24-03-1984 t/m 19-05-1984 Hitnotering: (Week 10 t/m 22) 07-09-1985 t/m 30-11-1985 Hitnotering: (Week 23 t/m 30) 29-06-1991 t/m 17-08-1991 | Hitnotering: (Week 1 t/m 9) 24-03-1984 t/m 19-05-1984 Hitnotering: (Week 10 t/m 22) 07-09-1985 t/m 30-11-1985 Hitnotering: (Week 23 t/m 30) 29-06-1991 t/m 17-08-1991 | Hitnotering: (Week 1 t/m 9) 24-03-1984 t/m 19-05-1984 Hitnotering: (Week 10 t/m 22) 07-09-1985 t/m 30-11-1985 Hitnotering: (Week 23 t/m 30) 29-06-1991 t/m 17-08-1991 | Hitnotering: (Week 1 t/m 9) 24-03-1984 t/m 19-05-1984 Hitnotering: (Week 10 t/m 22) 07-09-1985 t/m 30-11-1985 Hitnotering: (Week 23 t/m 30) 29-06-1991 t/m 17-08-1991 | Hitnotering: (Week 1 t/m 9) 24-03-1984 t/m 19-05-1984 Hitnotering: (Week 10 t/m 22) 07-09-1985 t/m 30-11-1985 Hitnotering: (Week 23 t/m 30) 29-06-1991 t/m 17-08-1991 | Hitnotering: (Week 1 t/m 9) 24-03-1984 t/m 19-05-1984 Hitnotering: (Week 10 t/m 22) 07-09-1985 t/m 30-11-1985 Hitnotering: (Week 23 t/m 30) 29-06-1991 t/m 17-08-1991 | Hitnotering: (Week 1 t/m 9) 24-03-1984 t/m 19-05-1984 Hitnotering: (Week 10 t/m 22) 07-09-1985 t/m 30-11-1985 Hitnotering: (Week 23 t/m 30) 29-06-1991 t/m 17-08-1991 | Hitnotering: (Week 1 t/m 9) 24-03-1984 t/m 19-05-1984 Hitnotering: (Week 10 t/m 22) 07-09-1985 t/m 30-11-1985 Hitnotering: (Week 23 t/m 30) 29-06-1991 t/m 17-08-1991 | Hitnotering: (Week 1 t/m 9) 24-03-1984 t/m 19-05-1984 Hitnotering: (Week 10 t/m 22) 07-09-1985 t/m 30-11-1985 Hitnotering: (Week 23 t/m 30) 29-06-1991 t/m 17-08-1991 | Hitnotering: (Week 1 t/m 9) 24-03-1984 t/m 19-05-1984 Hitnotering: (Week 10 t/m 22) 07-09-1985 t/m 30-11-1985 Hitnotering: (Week 23 t/m 30) 29-06-1991 t/m 17-08-1991 | Hitnotering: (Week 1 t/m 9) 24-03-1984 t/m 19-05-1984 Hitnotering: (Week 10 t/m 22) 07-09-1985 t/m 30-11-1985 Hitnotering: (Week 23 t/m 30) 29-06-1991 t/m 17-08-1991 |
| Week: | 1 | 2 | 3 | 4 | 5 | 6 | 7 | 8 | 9 | | 10 | 11 | 12 | 13 | 14 | 15 | 16 |
| --- | --- | --- | --- | --- | --- | --- | --- | --- | --- | --- | --- | --- | --- | --- | --- | --- | --- |
| Positie: | 47 | 18 | 19 | 14 | 7 | 14 | 24 | 26 | 38 | uit | 29 | 39 | 33 | 29 | 30 | 15 | 16 |
| Week: | 17 | 18 | 19 | 20 | 21 | 22 | | 23 | 24 | 25 | 26 | 27 | 28 | 29 | 30 | | |
| Positie: | 10 | 11 | 17 | 20 | 27 | 45 | uit | 92 | 69 | 41 | 29 | 24 | 34 | 45 | 77 | uit | |

#### VlaamseRadio 2 Top 30
| Hitnotering: (Week 1 t/m 2) 17-03-1984 t/m 24-03-1984 Hitnotering: (Week 3 t/m 9) 07-04-1984 t/m 19-05-1984 Hitnotering: (Week 10 t/m 11) 20-07-1991 t/m 27-07-1991 | Hitnotering: (Week 1 t/m 2) 17-03-1984 t/m 24-03-1984 Hitnotering: (Week 3 t/m 9) 07-04-1984 t/m 19-05-1984 Hitnotering: (Week 10 t/m 11) 20-07-1991 t/m 27-07-1991 | Hitnotering: (Week 1 t/m 2) 17-03-1984 t/m 24-03-1984 Hitnotering: (Week 3 t/m 9) 07-04-1984 t/m 19-05-1984 Hitnotering: (Week 10 t/m 11) 20-07-1991 t/m 27-07-1991 | Hitnotering: (Week 1 t/m 2) 17-03-1984 t/m 24-03-1984 Hitnotering: (Week 3 t/m 9) 07-04-1984 t/m 19-05-1984 Hitnotering: (Week 10 t/m 11) 20-07-1991 t/m 27-07-1991 | Hitnotering: (Week 1 t/m 2) 17-03-1984 t/m 24-03-1984 Hitnotering: (Week 3 t/m 9) 07-04-1984 t/m 19-05-1984 Hitnotering: (Week 10 t/m 11) 20-07-1991 t/m 27-07-1991 | Hitnotering: (Week 1 t/m 2) 17-03-1984 t/m 24-03-1984 Hitnotering: (Week 3 t/m 9) 07-04-1984 t/m 19-05-1984 Hitnotering: (Week 10 t/m 11) 20-07-1991 t/m 27-07-1991 | Hitnotering: (Week 1 t/m 2) 17-03-1984 t/m 24-03-1984 Hitnotering: (Week 3 t/m 9) 07-04-1984 t/m 19-05-1984 Hitnotering: (Week 10 t/m 11) 20-07-1991 t/m 27-07-1991 | Hitnotering: (Week 1 t/m 2) 17-03-1984 t/m 24-03-1984 Hitnotering: (Week 3 t/m 9) 07-04-1984 t/m 19-05-1984 Hitnotering: (Week 10 t/m 11) 20-07-1991 t/m 27-07-1991 | Hitnotering: (Week 1 t/m 2) 17-03-1984 t/m 24-03-1984 Hitnotering: (Week 3 t/m 9) 07-04-1984 t/m 19-05-1984 Hitnotering: (Week 10 t/m 11) 20-07-1991 t/m 27-07-1991 | Hitnotering: (Week 1 t/m 2) 17-03-1984 t/m 24-03-1984 Hitnotering: (Week 3 t/m 9) 07-04-1984 t/m 19-05-1984 Hitnotering: (Week 10 t/m 11) 20-07-1991 t/m 27-07-1991 | Hitnotering: (Week 1 t/m 2) 17-03-1984 t/m 24-03-1984 Hitnotering: (Week 3 t/m 9) 07-04-1984 t/m 19-05-1984 Hitnotering: (Week 10 t/m 11) 20-07-1991 t/m 27-07-1991 | Hitnotering: (Week 1 t/m 2) 17-03-1984 t/m 24-03-1984 Hitnotering: (Week 3 t/m 9) 07-04-1984 t/m 19-05-1984 Hitnotering: (Week 10 t/m 11) 20-07-1991 t/m 27-07-1991 | Hitnotering: (Week 1 t/m 2) 17-03-1984 t/m 24-03-1984 Hitnotering: (Week 3 t/m 9) 07-04-1984 t/m 19-05-1984 Hitnotering: (Week 10 t/m 11) 20-07-1991 t/m 27-07-1991 | Hitnotering: (Week 1 t/m 2) 17-03-1984 t/m 24-03-1984 Hitnotering: (Week 3 t/m 9) 07-04-1984 t/m 19-05-1984 Hitnotering: (Week 10 t/m 11) 20-07-1991 t/m 27-07-1991 | Hitnotering: (Week 1 t/m 2) 17-03-1984 t/m 24-03-1984 Hitnotering: (Week 3 t/m 9) 07-04-1984 t/m 19-05-1984 Hitnotering: (Week 10 t/m 11) 20-07-1991 t/m 27-07-1991 |
| Week: | 1 | 2 | | 3 | 4 | 5 | 6 | 7 | 8 | 9 | | 10 | 11 | |
| --- | --- | --- | --- | --- | --- | --- | --- | --- | --- | --- | --- | --- | --- | --- |
| Positie: | 26 | 18 | uit | 24 | 22 | 27 | 16 | 8 | 30 | 28 | uit | 26 | 23 | uit |

#### NPO Radio 2 Top 2000
| Nummer met noteringen in de NPO Radio 2 Top 2000 | '99 | '00  | '01  | '02  | '03  | '04  | '05  |
| ------------------------------------------------ | --- | ---- | ---- | ---- | ---- | ---- | ---- |
| Holiday                                          | 840 | 1323 | 1608 | 1932 | 1650 | 1681 | 1889 |

1. ↑  Een vetgedrukt getal geeft de hoogste notering aan.
2. ↑  Deze tabel is bijgewerkt tot en met de laatste editie (2024).

## Mad'House
In 2002 maakte de popgroep/project Mad'House een cover van Holiday. Het was na Like a prayer de tweede Madonna-cover van de groep.

### Hitnoteringen
Dancesmash op Radio 538

#### Nederlandse Top 40
| Hitnotering: 15-06-2002 t/m 13-072002 | Hitnotering: 15-06-2002 t/m 13-072002 | Hitnotering: 15-06-2002 t/m 13-072002 | Hitnotering: 15-06-2002 t/m 13-072002 | Hitnotering: 15-06-2002 t/m 13-072002 | Hitnotering: 15-06-2002 t/m 13-072002 | Hitnotering: 15-06-2002 t/m 13-072002 |
| Week:                                 | 1                                     | 2                                     | 3                                     | 4                                     | 5                                     |                                       |
| ------------------------------------- | ------------------------------------- | ------------------------------------- | ------------------------------------- | ------------------------------------- | ------------------------------------- | ------------------------------------- |
| Positie:                              | 12                                    | 12                                    | 19                                    | 26                                    | 31                                    | uit                                   |

#### NederlandseSingle Top 100
| Hitnotering: 08-06-2002 t/m 27-07-2002 | Hitnotering: 08-06-2002 t/m 27-07-2002 | Hitnotering: 08-06-2002 t/m 27-07-2002 | Hitnotering: 08-06-2002 t/m 27-07-2002 | Hitnotering: 08-06-2002 t/m 27-07-2002 | Hitnotering: 08-06-2002 t/m 27-07-2002 | Hitnotering: 08-06-2002 t/m 27-07-2002 | Hitnotering: 08-06-2002 t/m 27-07-2002 | Hitnotering: 08-06-2002 t/m 27-07-2002 | Hitnotering: 08-06-2002 t/m 27-07-2002 |
| Week:                                  | 1                                      | 2                                      | 3                                      | 4                                      | 5                                      | 6                                      | 7                                      | 8                                      |                                        |
| -------------------------------------- | -------------------------------------- | -------------------------------------- | -------------------------------------- | -------------------------------------- | -------------------------------------- | -------------------------------------- | -------------------------------------- | -------------------------------------- | -------------------------------------- |
| Positie:                               | 57                                     | 17                                     | 20                                     | 29                                     | 42                                     | 49                                     | 64                                     | 76                                     | uit                                    |

#### VlaamseUltratop 50
| Hitnotering: 15-06-2002 t/m 03-08-2002 | Hitnotering: 15-06-2002 t/m 03-08-2002 | Hitnotering: 15-06-2002 t/m 03-08-2002 | Hitnotering: 15-06-2002 t/m 03-08-2002 | Hitnotering: 15-06-2002 t/m 03-08-2002 | Hitnotering: 15-06-2002 t/m 03-08-2002 | Hitnotering: 15-06-2002 t/m 03-08-2002 | Hitnotering: 15-06-2002 t/m 03-08-2002 | Hitnotering: 15-06-2002 t/m 03-08-2002 | Hitnotering: 15-06-2002 t/m 03-08-2002 |
| Week:                                  | 1                                      | 2                                      | 3                                      | 4                                      | 5                                      | 6                                      | 7                                      | 8                                      |                                        |
| -------------------------------------- | -------------------------------------- | -------------------------------------- | -------------------------------------- | -------------------------------------- | -------------------------------------- | -------------------------------------- | -------------------------------------- | -------------------------------------- | -------------------------------------- |
| Positie:                               | 32                                     | 15                                     | 17                                     | 19                                     | 20                                     | 26                                     | 33                                     | 41                                     | uit                                    |